# Sexe tentacular

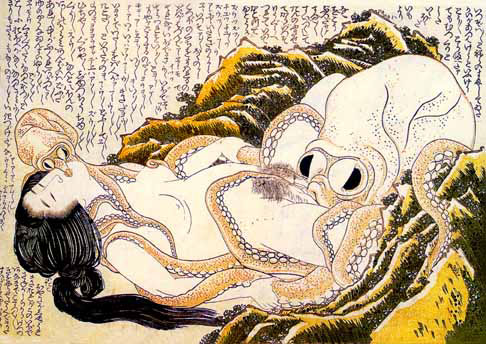
Tako to ama, 1814, de Katsushika Hokusai.

El sexe tentacular o violació tentacular (en japonès shokushu goukan) és un trop literari que consisteix en representar tentacles utilitzats per a tindre sexe. És un subgènere del hentai.
La primera aparició fou al gravat japonès Tako to ama, dins l'àlbum publicat el 1814 anomenat Kinoe no komatsu, de l'artista Katsushika Hokusai. Altra obra shunga mostrant aquest tipus de zoofília amb animals tentaculars és "Pescadora d'orelles de mar amb un pop" d'autor anònim del 1880. El manga i anime Urotsukidoji de Toshio Maeda foren los obres pioneres modernes. Napier, segons Jennifer M. Stockings, afirma que s'utilitzà i es popularitzà aquesta temàtica com a manera d'esquivar la censura contra la mostra de penis.
Com a representació artística a Espanya destaca com a exemple la violació tentacular alienígena que pateix Araceli, el personatge de la pel·lícula dirigida per Pablo Llorens Molecular Zombie. El joc de cartes Consentacle segueix la temàtica del sexe tentacular. Malgrat que el sexe tentacular es practica amb dones hi ha casos de sexe tentacular amb homes, com al dōjinshi Kuchinashi kaoru sono ude ni. A la pel·lícula d'alienígenes La región salvaje és notòria la influència del gènere del sexe tentacular.